# Israëlisch voetbalelftal onder 19 (mannen)
Het Israëlisch voetbalelftal voor mannen onder 19 & onder 20 is een voetbalelftal voor spelers onder de 19 & onder de 20 jaar dat Israël vertegenwoordigt op internationale toernooien. Het elftal speelt onder andere wedstrijden voor het Europees kampioenschap voetbal mannen onder 19. In 2022 bereikte het land de finale van dit toernooi, het verloor daarin van Engeland en werd tweede.

## Prestaties op internationale toernooien

### Aziatisch kampioenschap
| Aziatisch kampioenschap voetbal mannen onder 19 | Aziatisch kampioenschap voetbal mannen onder 19 | Aziatisch kampioenschap voetbal mannen onder 19 | Aziatisch kampioenschap voetbal mannen onder 19 | Aziatisch kampioenschap voetbal mannen onder 19 | Aziatisch kampioenschap voetbal mannen onder 19 | Aziatisch kampioenschap voetbal mannen onder 19 | Aziatisch kampioenschap voetbal mannen onder 19 |
| Jaar                                            | Ronde                                           | Wed.                                            | W                                               | G                                               | V                                               | DV                                              | DT                                              |
| ----------------------------------------------- | ----------------------------------------------- | ----------------------------------------------- | ----------------------------------------------- | ----------------------------------------------- | ----------------------------------------------- | ----------------------------------------------- | ----------------------------------------------- |
| 1959–1963                                       | Geen deelname                                   | Geen deelname                                   | Geen deelname                                   | Geen deelname                                   | Geen deelname                                   | Geen deelname                                   | Geen deelname                                   |
| 1964                                            | Kampioen                                        | 4                                               | 3                                               | 1                                               | 0                                               | 10                                              | 0                                               |
| 1965                                            | Kampioen                                        | 6                                               | 6                                               | 0                                               | 0                                               | 32                                              | 4                                               |
| 1966                                            | Kampioen                                        | 5                                               | 3                                               | 2                                               | 0                                               | 16                                              | 2                                               |
| 1967                                            | Kampioen                                        | 5                                               | 4                                               | 1                                               | 0                                               | 14                                              | 1                                               |
| 1968                                            | Derde                                           | 7                                               | 4                                               | 2                                               | 1                                               | 16                                              | 2                                               |
| 1969                                            | Vierde                                          | 6                                               | 4                                               | 0                                               | 2                                               | 8                                               | 3                                               |
| 1970                                            | Kwartfinale                                     | 4                                               | 2                                               | 1                                               | 1                                               | 10                                              | 1                                               |
| 1971                                            | Kampioen                                        | 6                                               | 5                                               | 1                                               | 0                                               | 12                                              | 1                                               |
| 1972                                            | Kampioen                                        | 6                                               | 6                                               | 0                                               | 0                                               | 20                                              | 0                                               |

### Intercontinentale kwalificatieronde (WK)
| Intercontinentale kwalificatieronde | Intercontinentale kwalificatieronde | Intercontinentale kwalificatieronde | Intercontinentale kwalificatieronde | Intercontinentale kwalificatieronde | Intercontinentale kwalificatieronde | Intercontinentale kwalificatieronde | Intercontinentale kwalificatieronde |
| Jaar                                | Ronde                               | Wed.                                | W                                   | G                                   | V                                   | DV                                  | DT                                  |
| ----------------------------------- | ----------------------------------- | ----------------------------------- | ----------------------------------- | ----------------------------------- | ----------------------------------- | ----------------------------------- | ----------------------------------- |
| 1978                                | Groepsfase                          | 4                                   | 0                                   | 2                                   | 2                                   | 1                                   | 5                                   |
| 1980                                | Groepsfase                          | 4                                   | 0                                   | 1                                   | 3                                   | 1                                   | 5                                   |
| 1982                                | Tweede                              | 4                                   | 1                                   | 1                                   | 2                                   | 4                                   | 6                                   |
| 1990                                | Tweede                              | 2                                   | 1                                   | 0                                   | 1                                   | 2                                   | 2                                   |

### Oceanisch kampioenschap
| Oceanisch kampioenschap voetbal onder 20 overzicht | Oceanisch kampioenschap voetbal onder 20 overzicht | Oceanisch kampioenschap voetbal onder 20 overzicht | Oceanisch kampioenschap voetbal onder 20 overzicht | Oceanisch kampioenschap voetbal onder 20 overzicht | Oceanisch kampioenschap voetbal onder 20 overzicht | Oceanisch kampioenschap voetbal onder 20 overzicht | Oceanisch kampioenschap voetbal onder 20 overzicht |
| Jaar                                               | Ronde                                              | Wed.                                               | W                                                  | G                                                  | V                                                  | DV                                                 | DT                                                 |
| -------------------------------------------------- | -------------------------------------------------- | -------------------------------------------------- | -------------------------------------------------- | -------------------------------------------------- | -------------------------------------------------- | -------------------------------------------------- | -------------------------------------------------- |
| 1985                                               | Tweede                                             | 5                                                  | 3                                                  | 1                                                  | 1                                                  | 15                                                 | 6                                                  |
| 1986                                               | Tweede                                             | 5                                                  | 2                                                  | 2                                                  | 0                                                  | 11                                                 | 3                                                  |

### Europees kampioenschap
| Europees kampioenschap voetbal mannen onder 19 | Europees kampioenschap voetbal mannen onder 19 | Europees kampioenschap voetbal mannen onder 19 | Europees kampioenschap voetbal mannen onder 19 | Europees kampioenschap voetbal mannen onder 19 | Europees kampioenschap voetbal mannen onder 19 | Europees kampioenschap voetbal mannen onder 19 | Europees kampioenschap voetbal mannen onder 19 | Europees kampioenschap voetbal mannen onder 19 |
| Jaar                                           | Ronde                                          | Wed.                                           | W                                              | G                                              | V                                              | DV                                             | DT                                             | KW                                             |
| ---------------------------------------------- | ---------------------------------------------- | ---------------------------------------------- | ---------------------------------------------- | ---------------------------------------------- | ---------------------------------------------- | ---------------------------------------------- | ---------------------------------------------- | ---------------------------------------------- |
| Toernooi was daarvoor EK onder 18.             |                                                |                                                |                                                |                                                |                                                |                                                |                                                |                                                |
| 2002                                           | Niet gekwalificeerd                            | Niet gekwalificeerd                            | Niet gekwalificeerd                            | Niet gekwalificeerd                            | Niet gekwalificeerd                            | Niet gekwalificeerd                            | Niet gekwalificeerd                            | kwalificatie                                   |
| 2003                                           | Niet gekwalificeerd                            | Niet gekwalificeerd                            | Niet gekwalificeerd                            | Niet gekwalificeerd                            | Niet gekwalificeerd                            | Niet gekwalificeerd                            | Niet gekwalificeerd                            | kwalificatie                                   |
| 2004                                           | Niet gekwalificeerd                            | Niet gekwalificeerd                            | Niet gekwalificeerd                            | Niet gekwalificeerd                            | Niet gekwalificeerd                            | Niet gekwalificeerd                            | Niet gekwalificeerd                            | kwalificatie                                   |
| 2005                                           | Niet gekwalificeerd                            | Niet gekwalificeerd                            | Niet gekwalificeerd                            | Niet gekwalificeerd                            | Niet gekwalificeerd                            | Niet gekwalificeerd                            | Niet gekwalificeerd                            | kwalificatie                                   |
| 2006                                           | Niet gekwalificeerd                            | Niet gekwalificeerd                            | Niet gekwalificeerd                            | Niet gekwalificeerd                            | Niet gekwalificeerd                            | Niet gekwalificeerd                            | Niet gekwalificeerd                            | kwalificatie                                   |
| 2007                                           | Niet gekwalificeerd                            | Niet gekwalificeerd                            | Niet gekwalificeerd                            | Niet gekwalificeerd                            | Niet gekwalificeerd                            | Niet gekwalificeerd                            | Niet gekwalificeerd                            | kwalificatie                                   |
| 2008                                           | Niet gekwalificeerd                            | Niet gekwalificeerd                            | Niet gekwalificeerd                            | Niet gekwalificeerd                            | Niet gekwalificeerd                            | Niet gekwalificeerd                            | Niet gekwalificeerd                            | kwalificatie                                   |
| 2009                                           | Niet gekwalificeerd                            | Niet gekwalificeerd                            | Niet gekwalificeerd                            | Niet gekwalificeerd                            | Niet gekwalificeerd                            | Niet gekwalificeerd                            | Niet gekwalificeerd                            | kwalificatie                                   |
| 2010                                           | Niet gekwalificeerd                            | Niet gekwalificeerd                            | Niet gekwalificeerd                            | Niet gekwalificeerd                            | Niet gekwalificeerd                            | Niet gekwalificeerd                            | Niet gekwalificeerd                            | kwalificatie                                   |
| 2011                                           | Niet gekwalificeerd                            | Niet gekwalificeerd                            | Niet gekwalificeerd                            | Niet gekwalificeerd                            | Niet gekwalificeerd                            | Niet gekwalificeerd                            | Niet gekwalificeerd                            | kwalificatie                                   |
| 2012                                           | Niet gekwalificeerd                            | Niet gekwalificeerd                            | Niet gekwalificeerd                            | Niet gekwalificeerd                            | Niet gekwalificeerd                            | Niet gekwalificeerd                            | Niet gekwalificeerd                            | kwalificatie                                   |
| 2013                                           | Niet gekwalificeerd                            | Niet gekwalificeerd                            | Niet gekwalificeerd                            | Niet gekwalificeerd                            | Niet gekwalificeerd                            | Niet gekwalificeerd                            | Niet gekwalificeerd                            | kwalificatie                                   |
| 2014                                           | Groepsfase                                     | 3                                              | 0                                              | 0                                              | 3                                              | 1                                              | 8                                              | kwalificatie                                   |
| 2015                                           | Niet gekwalificeerd                            | Niet gekwalificeerd                            | Niet gekwalificeerd                            | Niet gekwalificeerd                            | Niet gekwalificeerd                            | Niet gekwalificeerd                            | Niet gekwalificeerd                            | kwalificatie                                   |
| 2016                                           | Niet gekwalificeerd                            | Niet gekwalificeerd                            | Niet gekwalificeerd                            | Niet gekwalificeerd                            | Niet gekwalificeerd                            | Niet gekwalificeerd                            | Niet gekwalificeerd                            | kwalificatie                                   |
| 2017                                           | Niet gekwalificeerd                            | Niet gekwalificeerd                            | Niet gekwalificeerd                            | Niet gekwalificeerd                            | Niet gekwalificeerd                            | Niet gekwalificeerd                            | Niet gekwalificeerd                            | kwalificatie                                   |
| 2018                                           | Niet gekwalificeerd                            | Niet gekwalificeerd                            | Niet gekwalificeerd                            | Niet gekwalificeerd                            | Niet gekwalificeerd                            | Niet gekwalificeerd                            | Niet gekwalificeerd                            | kwalificatie                                   |
| 2019                                           | Niet gekwalificeerd                            | Niet gekwalificeerd                            | Niet gekwalificeerd                            | Niet gekwalificeerd                            | Niet gekwalificeerd                            | Niet gekwalificeerd                            | Niet gekwalificeerd                            | kwalificatie                                   |
| 2022                                           | Tweede                                         | 5                                              | 2                                              | 1                                              | 2                                              | 9                                              | 8                                              | kwalificatie                                   |
| 2023                                           | Niet gekwalificeerd                            | Niet gekwalificeerd                            | Niet gekwalificeerd                            | Niet gekwalificeerd                            | Niet gekwalificeerd                            | Niet gekwalificeerd                            | Niet gekwalificeerd                            | kwalificatie                                   |
| 2024                                           | Niet gekwalificeerd                            | Niet gekwalificeerd                            | Niet gekwalificeerd                            | Niet gekwalificeerd                            | Niet gekwalificeerd                            | Niet gekwalificeerd                            | Niet gekwalificeerd                            | kwalificatie                                   |